# Patinaj viteză la Jocurile Olimpice de iarnă din 2018 - Start în masă (feminin)
Proba de patinaj viteză start în masă feminin de la Jocurile Olimpice de iarnă din 2018 de la Pyeongchang, Coreea de Sud a avut loc pe 24 februarie 2018 la Gangneung Oval, Gangneung.

## Program
Orele sunt orele Coreei de Sud (ora României + 7 ore).
| Dată         | Ora         | Rundă  |
| ------------ | ----------- | ------ |
| 24 februarie | 20:00–21:40 | Finală |

## Format
În fiecare semifinală au concurat 12 patinatori. Cei mai buni opt patinatori din fiecare semifinală s-au calificat în finală. Fiecare cursă s-a desfășurat pe parcursul a 16 ture. Primii trei după tura a 16-a au primit 60, 40 și respectiv 20 de puncte. La cele trei sprinturi intermediare care au avut loc la finalul turelor a patra, a opta și a douăsprezecea primii trei competitori au primit 5, 3 și, respectiv, 1 punct. Clasamentele s-au realizat adunându-se punctele de la sprint. În caz de egalitate de puncte departajarea s-a făcut ținându-se cont de timp.

## Rezultate
Toate probele au avut loc în aceeași zi, prima semifinală începând la ora 20:00,, cea de a doua semifinală la ora 20:15. Finala s-a desfășurat începând la ora 21:30.

### Semifinale
| Loc | Semifinala | Nume                   | Țară                       | Puncte | Timp                | Note |
| --- | ---------- | ---------------------- | -------------------------- | ------ | ------------------- | ---- |
| 1   | 1          | Francesca Lollobrigida | Italia                     | 68     | 8:54,19             | C    |
| 2   | 1          | Guo Dan                | China                      | 43     | 8:54,20             | C    |
| 3   | 1          | Keri Morrison          | Canada                     | 21     | 8:54,25             | C    |
| 4   | 1          | Irene Schouten         | Olanda                     | 5      | 8:54,94             | C    |
| 5   | 1          | Nana Takagi            | Japonia                    | 5      | 8:55,14             | C    |
| 6   | 1          | Kim Bo-reum            | Coreea de Sud              | 4      | 9:22,21             | C    |
| 7   | 1          | Mia Manganello         | Statele Unite ale Americii | 1      | 8:54,52             | C    |
| 8   | 1          | Maryna Zuyeva          | Belarus                    | 0      | 8:54,38             | C    |
| 9   | 1          | Elena Møller Rigas     | Danemarca                  | 0      | 8:54,39             |      |
| 10  | 1          | Laura Gómez            | Columbia                   | 0      | 8:54,99             |      |
| 11  | 1          | Magdalena Czyszczoń    | Polonia                    | 0      | 8:56,66             |      |
| 12  | 1          | Ramona Härdi           | Elveția                    | 0      | nu a terminat cursa |      |
| 1   | 2          | Nikola Zdráhalová      | Cehia                      | 60     | 8:32,22             | C    |
| 2   | 2          | Annouk van der Weijden | Olanda                     | 40     | 8:32,31             | C    |
| 3   | 2          | Li Dan                 | China                      | 24     | 8:3,49              | C    |
| 4   | 2          | Claudia Pechstein      | Germania                   | 5      | 8:35,59             | C    |
| 5   | 2          | Heather Bergsma        | Statele Unite ale Americii | 5      | 8:38,19             | C    |
| 6   | 2          | Francesca Bettrone     | Italia                     | 5      | 8:38,69             | C    |
| 7   | 2          | Saskia Alusalu         | Estonia                    | 3      | 8:35,58             | C    |
| 8   | 2          | Luiza Złotkowska       | Polonia                    | 3      | 9:08,41             | C    |
| 9   | 2          | Park Ji-woo            | Coreea de Sud              | 1      | 8:33,43             |      |
| 10  | 2          | Ivanie Blondin         | Canada                     | 1      | 8:53,92             |      |
| 11  | 2          | Tatsiana Mikhailava    | Belarus                    | 0      | 8:33,93             |      |
| 12  | 2          | Ayano Sato             | Japonia                    | 0      | nu a terminat cursa |      |

### Finala
| Loc | Nume                   | Țară                       | Puncte | Timp    |
| --- | ---------------------- | -------------------------- | ------ | ------- |
| 1   | Nana Takagi            | Japonia                    | 60     | 8:32,87 |
| 2   | Kim Bo-reum            | Coreea de Sud              | 40     | 8:32,99 |
| 3   | Irene Schouten         | Olanda                     | 20     | 8:33,02 |
| 4   | Saskia Alusalu         | Estonia                    | 15     | 8:47,46 |
| 5   | Li Dan                 | China                      | 6      | 8:50,48 |
| 6   | Maryna Zuyeva          | Belarus                    | 3      | 8:41,73 |
| 7   | Francesca Lollobrigida | Italia                     | 1      | 8:33,30 |
| 8   | Nikola Zdráhalová      | Cehia                      | 1      | 8:41,35 |
| 9   | Luiza Złotkowska       | Polonia                    | 1      | 8:47,34 |
| 10  | Guo Dan                | China                      | 0      | 8:33,90 |
| 11  | Heather Bergsma        | Statele Unite ale Americii | 0      | 8:35,80 |
| 12  | Keri Morrison          | Canada                     | 0      | 8:41,38 |
| 13  | Claudia Pechstein      | Germania                   | 0      | 8:41,45 |
| 14  | Annouk van der Weijden | Olanda                     | 0      | 8:42,19 |
| 15  | Mia Manganello         | Statele Unite ale Americii | 0      | 8:54,40 |
| 16  | Francesca Bettrone     | Italia                     | 0      | 9:04,82 |